# Leaflet
Leaflet — JavaScript бібліотека з відкритим сирцевим кодом для відображення мап на html-сторінках. Самодостатня, сучасна (HTML5, CSS3), не велика за обсягом, з широким колом ліцензійної угоди, проста у використані.
Бібліотека реалізує підтримку шарів мап, які побудовані за технологією: WMS, GeoJSON, Тайли або векторного відображення поверхні. Інші типи проєкцій мап підтримуються за допомогою додатків. Головне, щоб кожний формат мав однозначну функцію перетворення локальних координат в географічні координати відповідно до картографічної проєкції, в якої ці локальні координати задані.
Започаткована в 2011 році. Працює на більшості мобільних та десктопних платформ, які підтримують стандарти HTML5 та CSS3.
Як OpenLayers та Google Maps API є найбільш популярною JavaScript картографічною бібліотекою й використовується багатьма сайтами, такими як, Вікіпедія, FourSquare, Flickr тощо.
Leaflet не потребує від програміста досвіду роботи з картографічними сервісами, значно спрощуючи задачу вбудови мапи на html-сторінки або вебдодатки. Бібліотека дозволяє працювати з різними шарами, в якості джерел мапи використовувати будь-якій публічний вебсервіс тайлів (порізані зображення мапи). Є можливість завантажувати дані та накладати дані з GeoJSON файлів, змінювати стилі, додавати інтерактивні маркери.
Спроектував та розробив бібліотеку киянин Агафонкін Володимир, якій на час виходу першої версії (2011 рік) був співробітником компанії CloudMade, а з 2013 року працює в MapBox.

## Використання
На html-сторінці через тег div визначається область, де має відображатись мапа. Для цієї області визначаються параметри поведінки мапи: джерело мапи, точка та масштаб, з якої починати відображати мапу, маркери тощо.
Нижче наведено приклад вбудови мапи в html-сторінку.
```
 
<
div
 
id
=
"mapid"
 
style
=
"width: 40%; height: 300px; position: absolute; top:200px; left:58%"
>
  
</
div
>

 
<
script
>

   
// створюємо об'єкт mymap, розміщуємо його в div-області mapid

   
// й визначаємо яку точку відображати та на якому масштабі

   
var
 
mymap
 
=
 
L
.
map
(
'mapid'
).
setView
([
50.43962
,
 
30.50234
],
 
16
);

        
// визначаємо атрибути мапи: джерело, межі масштабування, авторські права 

	
L
.
tileLayer
(
'http://{s}.tile.osm.org/{z}/{x}/{y}.png'
,
 
{

		
maxZoom
:
 
16
,
 
minZoom
:
 
5
,
 

		
attribution
:
 
'Map data &copy; <a href="http://openstreetmap.org">OpenStreetMap</a> contributors, '
 
+

			
'<a href="http://creativecommons.org/licenses/by-sa/2.0/">CC-BY-SA</a>'
 
,

		
id
:
 
'myosm'

	
}).
addTo
(
mymap
);

        
// вказуємо межі відображення мапи

        
mymap
.
setMaxBounds
([
 
[
51.4407
,
 
25.1930
],
 
[
49.5696
,
 
33.9732
]
 
]);

        

        
// встановлюємо маркер на мапу

        
L
.
marker
([
50.43962
,
 
30.50234
],
 
{
clickable
:
 
false
,

		      
icon
:
 
new
 
L
.
Icon
({
 
iconUrl
:
 
'icon/MarkerL.png'
,

                                         
iconSize
:
 
[
30
,
 
40
],
 

                                         
iconAnchor
:
 
[
15
,
 
40
]
  
})

        
}).
addTo
(
mymap
);

 
</
script
>

```

Об'єкти бібліотеки доступні через глобальну зміну L.